# Hypatiusz z Efezu
Hypatiusz z Efezu (zm. między 541 a 552) – grecki pisarz, biskup Efezu w latach 531–536, stronnik Soboru Chalcedońskiego. Jako pierwszy zakwestionował autentyczność dzieł Dionizego Areopagity. Podczas synodu w Konstantynopolu w 536 roku występował przeciwko sewerianom. W roku 540 członek komisji zwołanej przeciw sewerianom przez cesarza Justyniana I Wielkiego. Odbywał podróże do Rzymu w celu zjednania papieża Jana II dla formuły teopaschistycznej. Fragmenty jego pism zachowały się w katenach: były to komentarze do Psalmów i pism prorockich.

## Przekłady na język polski
- Hypatiusz z Efezu, O kulcie obrazów (Symmikta dzetemata I 5), z języka greckiego przełożył, wstępem i komentarzem opatrzył ks. Józef Naumowicz, „Vox Patrum” 11-12 (1991-1992), z. 20-23, s. 429-435.